# 皮門特爾 (多明尼加)
皮門特爾（西班牙語：Pimentel），是多明尼加共和國的城鎮，位於該國北部，由杜華德省負責管轄，面積124.67平方公里，海拔高度37米，2012年人口35,989，人口密度每平方公里290人。